# Сорсогон (провінція)
Сорсогон (бік.: Probinsya kan Sorsogon; філ.: Lalawigan ng Sorsogon) — провінція Філіппін, розташована в регіоні Бікол. Це найпівденніша провінція на острові Лусон. На південний схід від провінції через протоку Сан-Бернардіно розташований острів Самар. На півночі Сорсогон межує з провінцією Албай. Адміністративний центром є місто Сорсогон. Населення провінції згідно перепису 2015 року становило 792 949 осіб. Площа провінції становить 2 119 км2.
Рельєф провінції гористий. Всі міста розташовані на узбережжі. Адміністративно поділяється на 14 муніципалітетів та одне незалежне місто. Найпоширенішою мовою є бікольська. Англійська та філіппінська мови також широко використовуються в освіті та комунікаціях між людьми. Серед населення переважає католицтво.
Клімат провінції має сухий сезон з інтенсивним періодом дощів з листопада по січень. Мають місце часті тайфуни.